# Trashed (Black Sabbath)
Trashed è un brano del gruppo heavy metal britannico Black Sabbath, pubblicato per la prima volta nel Regno Unito e Stati Uniti nel 1983 come singolo dell'album Born Again, il loro album con il cantante Ian Gillan.
Il brano, scritto dal cantante Ian Gillan, dal chitarrista Tony Iommi, dal bassista Geezer Butler e dal batterista Bill Ward è uscito come primo singolo dell'album.

## Il brano
Il testo di Trashed racconta di un episodio successo durante le sessioni di registrazione dell'album, in cui Gillan distrusse la macchina di Bill Ward facendo una corsa da ubriaco nel terreno dello studio di registrazione. In quell'occasione Gillan finì su una gomma ribaltando la macchina sulla capote e fermandosi poco prima di finire dentro la piscina.
Il pezzo è stato registrato di nuovo da Gillan per il suo album Gillan's Inn, con Tony Iommi, Ian Paice e Roger Glover. La stessa versione compare sulla raccolta del 2011 Ian Gillan & Tony Iommi: WhoCares.
Dal pezzo è stato anche ricavato un video. Come le altre canzoni dell'album, è stata suonata dal vivo solo durante i concerti fatti con Ian Gillan.

## Tracce del singolo
Il singolo pubblicato per il mercato statunitense contiene le seguenti tracce:
- A. "Trashed"
- B. "Zero the Hero"[3]

## Formazione
- Ian Gillan - voce
- Tony Iommi - chitarra
- Geezer Butler - basso
- Bill Ward - batteria
- Geoff Nicholls - Tastiere